# 聖母主教座堂 (卡爾加里)
圣母主教座堂（St. Mary's Cathedral），全名“圣母无染原罪主教座堂”（The Cathedral of the Immaculate Conception of the Blessed Virgin Mary）是天主教卡尔加里教区的主教座堂，位于加拿大艾伯塔省卡尔加里。

## 历史
该堂始建于1889年，是一座砂岩教堂，位于 Elbow 河附近加拿大太平洋铁路公司提供的土地上。该地区被称为传教会区（Mission District），因为阿尔伯特·拉科姆神父（Father Albert Lacombe）于1884年定居于此。最初的传教站称为“和平之后”（Notre-Dame-de-la-Paix）。这片土地被用来建立一个说法语的村庄 Rouleauville，后来英语在此成为压倒性的，于1907年被卡尔加里吞并。拉科姆神父获得的同一块土地上还建了附近的圣母学校（St. Mary's School）。
1912年11月30日，教宗庇护十世创建天主教卡尔加里教区，该堂成为主教座堂。
1955年7月21日，开始拆除旧堂，1955年10月30日，新堂奠基。工程于1957年2月完工，卡尔加里主教方济各·卡洛尔（Francis P. Carroll）于1957年12月11日举行了祝圣仪式。

## 建筑
该堂是由建筑师 Maxwell Bates 和Alfred Hodges设计的；造价100万加元。
该堂为现代哥特风格，用砖和砂岩建成。其平面并不是大多数西方教堂通常的拉丁十字，而是T形的圣安东尼十字。正门上方有一尊4.9米高的圣母子雕像，由卡尔加里雕刻家路加·林多（Luke Lindo）设计。
1904年，参议员帕特里克·伯恩斯（Patrick Burns）向教堂捐赠了四口大钟，是由法国阿讷西的 Paccard Foundry 铸造。后来，新教堂中，旧教堂里唯一继续使用的就是这些钟。
堂内的圣体光、烛台等都是由都柏林的Gunning and Son Bronze Works设计和铸造。讲道坛由建筑师设计，滑铁卢 (安大略省)的Globe家具公司用手工雕刻的橡木建造。这些雕刻描绘了基督和四位大先知的雕像：依撒意亞、耶肋米亞、厄則克耳和達尼爾。
该堂的花窗玻璃委托慕尼黑的Franz Mayer 公司制造。

## 延伸阅读
- Rouleauville at Glenbow Museum （页面存档备份，存于） - Information on the history of the French-speaking village.
- Rouleauville at Alberta Heritage[永久] - Discusses Father Lacombe and the village.
- Calgary Public Library Cornerstones: St. Mary's Cathedral
  - Original building
  - Newer building
- 官方网站

51°02′15″N 114°03′58″W / 51.03743°N 114.06599°W